# LFK GmbH
LFK-Lenkflugkörpersysteme GmbH est un groupe industriel du secteur de la défense dont l'activité principale est le développement et la production de systèmes de missiles. En juin 2005, un accord a été signé entre MBDA et LFK pour intégrer LFK au sein du groupe MBDA, dont un des principaux actionnaires est EADS. Depuis, LFK est officiellement appelée MBDA Germany au sein du groupe MBDA.
LFK est une entreprise allemande dont le siège est situé à Schrobenhausen et les autres sites à Unterschleißheim et Ulm.

## Produits
LFK produit des missiles suivant en partenariat avec d'autres sociétés du secteur de la défense : 
- TAURUS KEPD 350
- MILAN
- MEADS
- MIM-104 Patriot
- LFK NG
- PARS 3 LR / Trigat-LR
- RIM-116 RAM